# コパン
コパン（スペイン語：Copán）は、ホンジュラス西部、現在のコパン・ルイナスに隣接する古典期マヤの大都市。1980年にユネスコの世界遺産に登録された。

## 王朝
コパンでは少なくとも16代の王が即位している。16代目の王の即位に際して製作された祭壇Qのレリーフでは、各々の名前を示すマヤ文字の16人それぞれの王が刻まれている。また側面のレリーフに17代目の王を刻んだ祭壇Lがあるが、この祭壇は未完成であり、17代目の王が即位したかどうかは不明。

### 歴代王
1. キニチ・ヤシュ・クック・モ／K'INICH YAX-K'UK [MO] －偉大な太陽・コンゴウインコ
8.19.10.0.0 - 9.0.0.0.0 (AD 426 - 435)
2. 不明（ポポル・ホル Popol Hol 茣蓙頭）
9.0.0.0.0 - ? (435 - ?)
3. 不明
? - 9.2.10.0.0 (? - AD 485)
4. 不明 －（ク・イシュ Cu Ix）
9.2.10.0.0 - 9.3.0.0.0 (485 - 495)
5. 不明
6. 不明
7. B'ALAM-?-na　－（睡蓮ジャガー）
9.3.10.0.0 - 9.5.10.0.0 (504 - 544)
8. 不明
9. 不明
10. tzi-B'ALAM-ma －（月ジャガー）
9.5.10.3.0 - 9.7.4.17.4 (26 May, 553 - 26 Oct, 578)
11. K'AK-?-wa CHAN-NA YOA:T? －（ブッツ・チャン Butz' Chan 煙る天）
9.6.9.4.6 - 9.9.14.16.9 (30 Apr, 563 - 23 Jan, 628)
12. K'AK-u-? HA?-K'AWI:L －（煙イミシュ）
9.9.14.17.5 - 9.13.3.7.7 (8 Feb, 628 - 18 Jun, 695)
13. ワシャック・ラフン・ウバク・カウィール Uaxac-Lahun-u-b'a-hi K'AWI:L－－18兎
9.13.3.6.8 - 9.15.6.14.6 (9 Jul, 695 - 3 May, 738)
キリグア王カック・ティリウ・チャン・ヨアート（「カウアク空」）によって捕らえられ斬首される。
14. カック・ホプラフ・チャン・カウィール K'AK'-jo-po la-ja-CHAN K'AWI:L－－空で火をたくカウィール
9.15.6.16.5 - 9.15.17.12.16 (11 Jun, 738 - 4 Feb, 749)
15. カック・イピヤフ・チャン・カウィール K'AK-yi-pi ya-ja-CHAN-na K'AWI:L-la －－空を火で満たすカウィール
9.15.17.13.10 - ? (18 Feb, 749 - ?)
16. ヤシュ・パッサフ・チャン・ヨアート YAX-Pa sa-ja CHAN-no yo?-a-AT-ta －－最初の夜明けの空
9.16.12.5.17 - ? (2 Jul, 763 - ?)
17. ウキト・トーク u-ki-ti to-TO:K'
9.19.11.14.5 - ? (10 Feb, 822)

（王の名／王の名をマヤ語の音でつづったもの－（ニックネーム）－日本語での意味の順。年代は即位した年と死亡した年を長期暦と西暦で表したもの）

## 歴史
モタグア川支流のコパン川に沿ったコパン谷では、B.C.1400年ごろから人類が集落を形成して居住していたことがわかっている。また、最近の研究では、このころに居住した人々はマヤ語系の言語を使用しない民族ではなかったかとの説もある。古典期の、いわゆるコパン王朝の前に先コパン王朝があったかどうかはわかっていない。
紀元前900～800年頃までには、谷間の内部で社会階層化が進んだと思われる。ラス・セプルトゥラス地区では、豪華なヒスイの首飾りや「オルメカ・モティーフ」を持つ土器や土偶を副葬品として持つ支配層の埋葬跡が見つかっている。
古典期のコパン王朝は A.D.435 年 (8.19.10.0.0) のキニチ・ヤシュ・クック・モ・チャン・ヨアートの即位に始まる。祭壇Qに描かれているこの王の姿は、彼がメキシコ高原の文化の強い影響下にあったことをしめしており、テオティワカンとなんらかの関係があった人物だと考えられている。当時、テオティワカンと関係が深かったティカルから送られた人物との説もある。
キニチ・ヤシュ・クック・モ・チャン・ヨアートの後に続く数人の王の業績はわかっていないことが多い。第7代の睡蓮ジャガーが現在グラン・プラサと呼ばれているコパンの中心部を現在の形に整えた。
西暦553年に即位した10代目の王から13代目の王の時代まで4人の王が185年間安定した政治を行い、マヤ地域の東南に位置するコパン王朝がマヤ文明を代表する一大王国へと発展した。
西暦578年に即位した11代目王の治世に、アクロポリス内の建造物が拡張されるとともに、コパンから北東に約50キロ離れた地域にエル・プエンナを築き、政治的勢力拡張を図ったとみられている。西暦628年に即位した12代目王は67年間治世を行い、支配域をコパン谷から外へ広げ、コパンの全盛期を誇った。
古典期のコパンの文化が花を開くのは A.D.695 年 (9.13.3.6.8) に即位した第 13 代の王ワシャック・ラフン・ウバク・カウィールの時代である。この時代にコパンでは、他のマヤ地域には見られない高浮き彫りや丸彫りの技術が生み出され、コパン独特の様式を持つ石像彫刻が多く作られる。また、政治的にも絶頂期を迎え、数々の衛星都市を従えた大都市となる。
しかし、ワシャック・ラフン・ウバク・カウィールの統治期に衛星都市のひとつであったキリグアの反乱が発生する。当時のキリグアの王カック・ティリウ・チャン・ヨアートは A.D.724 年（9.14.14.11.19）にワシャック・ラフン・ウバク・カウィールの後見の下で即位したことがキリグアの石碑Eに示されているが、カック・ティリウ・チャン・ヨアートの即位から 14 年後の 738 年にキリグアはコパンに対して反乱を起こし、コパンに勝利する。このとき、ワシャック・ラフン・ウバク・カウィールはとらえられ斬首されたことがキリグアの石碑Jに言及されている。当時のコパンはマヤ地域の超大国であり、一方、キリグアはコパンに従属する王国に過ぎなかったのだが、この反乱によりモタグア川流域の覇権はキリグアに移ってしまう。この後、キリグアではコパンを模した造成がおこなわれ、またカック・ティリウ・チャン・ヨアートはコパンの紋章文字を用い、自らをコパンの第 14 代王と名乗り始める。このことからマヤの優越王－従属王の関係が絶対的なものではなく、従属王が優越王へとのし上がることができる流動的なものであったことがわかる。
ワシャック・ラフン・ウバク・カウィールの斬首のあと、コパンは急速に衰え始める。第 15 代の王カック・イピヤフ・チャン・カウィールは神聖文字の階段を建設しコパンの復興を試みるが、一見壮大なこの建造物も内部の詰め土は以前の建造物に比べると脆弱なものであることがわかっている。また第 16 代の王ヤシュ・パッサフ・チャン・ヨアートは祭壇Qによりコパン王朝の正当性を表現するが、この 16 代王が事実上コパン王朝の最後の王である。
A.D.822 年 (9.19.11.14.5) の祭壇Lには第 17 代の王ウキト・トークの即位が、祭壇Qと同じ図式で 16 代王から 17 代王に王権が渡される様子が表されているが、この石碑は直方体の1面しか彫刻されておらず、完成の前に王朝が崩壊したことを示している。

## 遺跡
コパンの遺跡は大きく次の3地区に分かれる

### ラス・セプルトゥーラス
グルポ・プリンシパルの北に位置する建造物群で、古代の貴族の居住地域とされている。ピラミッド状の巨大な建造物はないが、「書記官の家」と呼ばれるものなど、約40の建物が配置されている。

### グルーポ・プリンシパル（プリンシパル・グループ）
グラン・プラサなどを含めた巨大な建造物のある地区。グルーポ・プリンシパルの比較的大きな部分が、隣接するコパン川の蛇行によって削られ、遺跡公園の外に向かって、建造物群の断面を見せている。グルーポ・プリンシパルの主な遺跡は次の通り。（かっこ内の数字は建造物の造られた年を長期暦と西暦で表したもの）

#### 神聖文字の階段

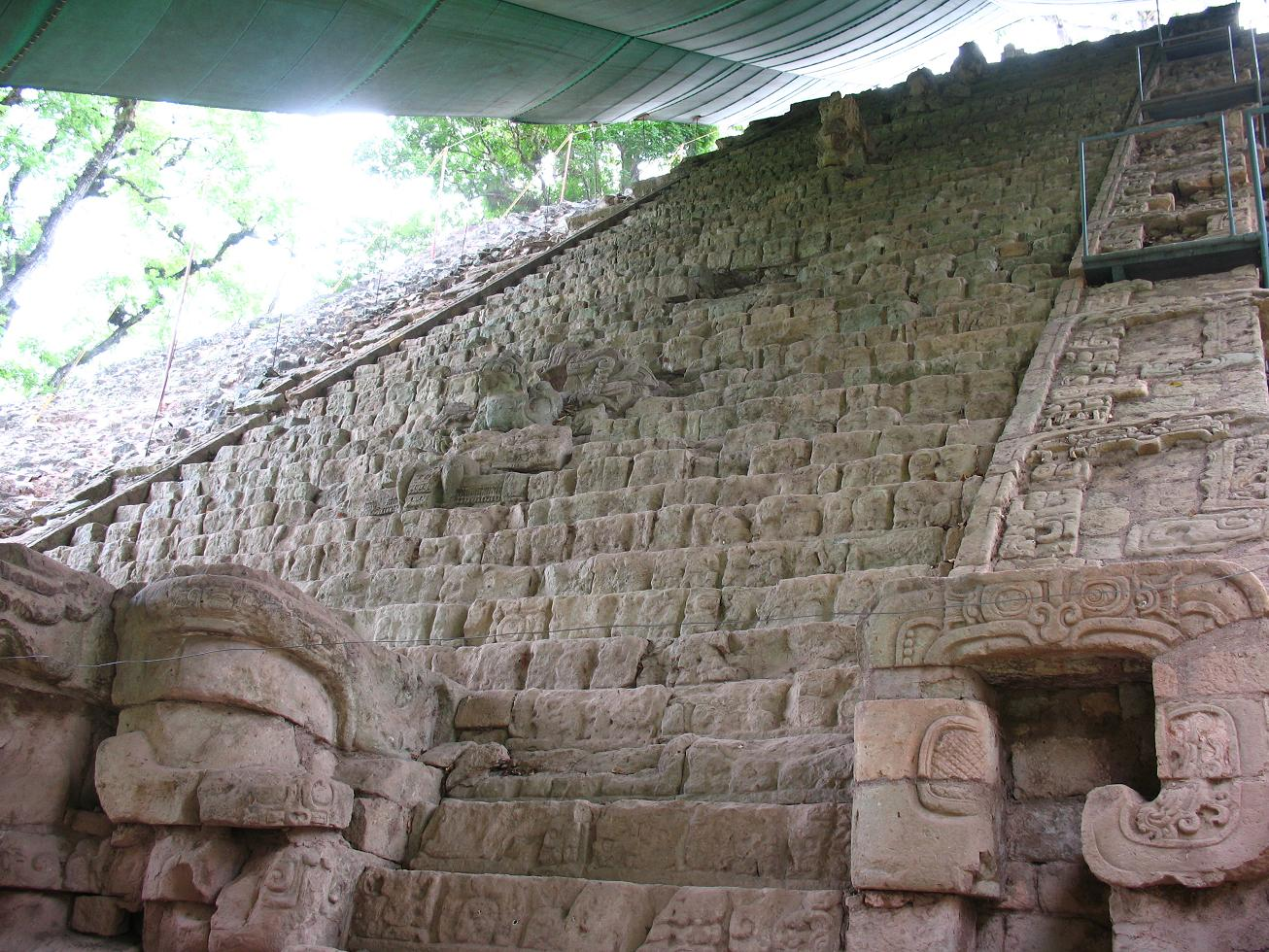
神聖文字の階段近景

(9.16.1.16.0 - A.D.753)
建造物26は「神聖文字の階段」とよばれ、62段の階段を構成する2000個あまりのブロックのすべてにマヤ文字が刻まれている。本来なら、これは、マヤ文明で発見されている、マヤ文字による最長のテクストだが、崩壊したブロックを階段状に再構成した時代ではマヤ文字の解読が進んでおらず、語順を無視して積み上げられたためテクストの意味は失われている。

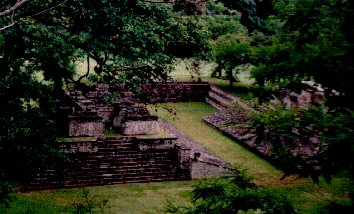
球技場 III

#### 球戯場 III
(9.15.6.8.13 - A.D.738)
メソアメリカの遺跡に共通して見られる球戯場遺跡の中で、コパンのものは古典期のものとしては最大である。球技をおこなうコートの両側が斜面になっており、その上に観覧席と思われる疑似アーチの建造物が建っている。斜面の上部にはゴールと思われるオウムの頭部の石像が配置されている。

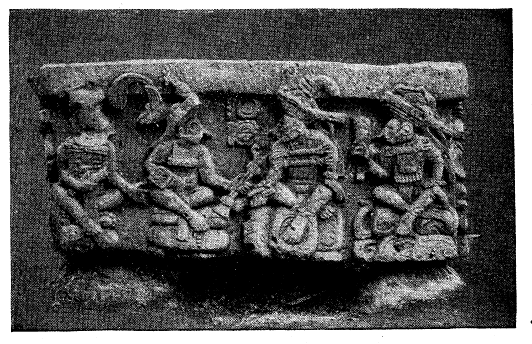
祭壇Q

#### 祭壇Q
(9.17.5.3.4 - A.D.776)
祭壇Qはコパン王朝史の復元に大きく貢献した。その祭壇は神殿16（建造物10L-16）の前に据えられており、西暦776年に第16代目の王ヤシュ・パサフがコパン王として自分の即位を正当化するために彫らせた直方体の記念碑である。上面の碑文には西暦426年に初代の王がコパン以外の地で即位し王権の儀仗を受け取り、翌年コパンへやってきて王朝を創始したと刻まれている。
16代目の王ヤシュ・パサフ・チャン・ヨアートの時代に建造された祭壇Qでは、祭壇の4つの側面にそれぞれ4人ずつ 16 人の王が自分の名前を意味するマヤ文字の上に座する形で彫刻されている。祭壇の正面は初代の王キニチ・ヤシュ・クック・モがヤシュ・パサフ・チャン・ヨアートにバトンのようなものを手渡している構図となっており、即位に当たってヤシュ・パサフ・チャン・ヨアートがコパンの正統の王であることを主張している。

### エル・ボスケ
現在発掘中のエル・ボスケ地区は、ラス・セプルトゥーラスと同様、居住地域と考えられている。

## 世界遺産
コパンは世界遺産登録基準における以下の基準を満たしたと見なされ、世界遺産に登録された。
- （4） 人類の歴史上重要な時代を例証する建築様式、建築物群、技術の集積または景観の優れた例。
- （6） 顕著で普遍的な意義を有する出来事、現存する伝統、思想、信仰または芸術的、文学的作品と、直接にまたは明白に関連するもの（この基準は他の基準と組み合わせて用いるのが望ましいと世界遺産委員会は考えている）。

## 交通
コパン遺跡へはサン・ペドロ・スーラから定期バスでコパン・ルイナスの町までいき、そこから徒歩で訪問可能。また、グアテマラからエル・フロリド国境を越えて訪れる方法もある。コパン・ルイナスには一泊 100 レンピラ程度の宿から、プール付きのホテルまで、宿泊施設は豊富にある。

## 文献資料
1. 古代マヤ文明　マイケル・コウ　創元社　ISBN 4-422-20225-1
2. 古代マヤ王歴代史　サイモン・マーティン／ニコライ・グルーベ　創元社　ISBN 4-422-21517-5
3. 図説古代マヤ文明　寺崎秀一郎　河出書房新社　ISBN 4-309-72605-4
4. マヤ文明を掘る 中村誠一 NHK ブックス ISBN 4-14-091086-0
5. Historia Escrita en Piedra Ricardo Agurcia, William L. Fash （コパン遺跡公園で購入できるブックレット）